# 貴船神社 (品川区)
貴船神社（きふねじんじゃ）は、東京都品川区西品川に鎮座する神社である。社紋（神紋）は祇園守。

## 由緒
当神社は和銅2年（709年）に藤原伊勢人の勧請により創建したと言われている。貴布裲大明神と号していたが、享和三年（1803年）に貴船神社と書き改められた。

## 境内社
- 満潮宮
- 三ッ木稲荷社
- 大山祇社
- 祖霊社

## 境内
- 石造観世音菩薩供養道標 - 碑文谷道より移した道標。文政11年（1828年）銘[1]。

## アクセス
- 山手線・東京臨海高速鉄道りんかい線・大崎駅より徒歩10分
- 東急大井町線・下神明駅より徒歩11分
- 拝観は無料

## 参考資料
- 品川区サイト
- 猫の足あと
- 神社と御朱印
- 御朱印神社メモ